# ТЕС Айн-Сохна
ТЕС Айн-Сохна — теплова електростанція на північному сході Єгипту.
Розташована на узбережжі Червоного моря біля порту Айн-Сохна (40 км на південний захід від Суецу). В 2015 році тут ввели в експлуатацію два енергоблоки потужністю по 650 МВт з турбінами японської компанії Hitachi, споруджені з використанням технології суперкритичного парового циклу. Можливо відзначити, що ТЕС Айн-Сохна стала першою у серії подібних електростанцій, випередивши ТЕС Асьют, Каїр-Захід та Хелван-Південь.
Як паливо станція споживає природний газ, що надходить по трубопровідному коридору Ель-Тіна – Айн-Сохна.
Видача продукції відбувається по ЛЕП, що працює під напругою 500 кВ.
Станція ділить виробничий майданчик зі спорудженою в 2002 році ТЕС Суецька затока. Проте будівництво останньої відбувалось за схемою BOOT (build-own-operate-transfer, будуй-володій-експлуатуй-передай), внаслідок чого вона належить приватному інвестору (а не державній компанії як ТЕС Айн-Сохна).